# Robert Addie
Robert Addie (ur. 10 lutego 1960, zm. 20 listopada 2003) – brytyjski aktor znany głównie z filmów fabularnych i seriali telewizyjnych.
Jego znane role to: Mordred w słynnym filmie Excalibur, 1981, reż. John Boorman, i Sir Guy z Gisbourne w serialu Robin z Sherwood (serial telewizyjny) z lat 1983–1986. Zagrał także w filmach: Rozgrzeszenie (1978, reż. Anthony Page), Inny kraj (1984, reż. Marek Kanievska), Maria, Matka Jezusa (1999, reż. Kevin Connor) - w sumie w przeszło czterdziestu filmach i serialach oraz w kilku sztukach teatralnych.
Wychowany w hrabstwie Gloucester, Robert Addie uczył się w Marlborough College, a następnie w National Youth Theatre założonym przez Michaela Crofta. Przez rok był studentem słynnej Royal Academy of Dramatic Art, zrezygnował, by zagrać w Excaliburze. W 1989 porzucił aktorstwo, w 1995 powrócił jednak na scenę, a w 1997 na ekran. Trzykrotnie żonaty i rozwiedziony, pozostawił troje dzieci, Alexandra, Alastaira i Kaitlin. Zmarł w wieku zaledwie 43 lat, w trzy tygodnie od zdiagnozowania u niego nowotworu płuc.